# Montipora verrilli
Montipora verrilli là một loài san hô trong họ Acroporidae. Loài này được Vaughan mô tả khoa học năm 1907.